# Jalgaon
Jalgaon (Hindi: जलगाँव) é uma cidade no Estado de Maharashtra.

## População
A cidade de Jalgaon tinha  368,579 habitantes em 2001.